# 堀江薰
堀江薰，或譯作堀江香（7月12日—），日本女性配音員。O型血。

## 人物簡介
舊藝名堀江，現藝名則是連同姓氏轉換成平假名。以前經歷大阪TV talent bureau（簡稱TTB），現時所屬J Production（業務提攜）。
為人熟悉的代表配音作品是SNK電玩格鬥遊戲《龍虎之拳》系列主角坂崎良的妹妹坂崎百合（之後也在《格鬥天王》系列及其他格鬥遊戲出場）。

## 演出作品
※粗體字表示說明飾演的主要角色。

### 電視動畫
1993年
- 龍虎之拳（崎百合）※DVD版。

### 遊戲
1993年
- 龍虎之拳2（崎百合）※堀江名義。

1994年
- 格鬥天王系列（1994～2010，坂崎百合[注 1]）※《'94》以堀江名義，《'95》之後以名義。

1996年
2000年
- CAPCOM VS. SNK（日语：CAPCOM VS. SNK）系列（2000～2001，坂崎百合）

### 電視節目
- （的聲音〈第3代〉）
- 最後的晩餐（日语：最後の晩餐 (テレビ番組)）（旁白）

## 腳註

## 外部連結
- 堀江薰的X（前Twitter） （日語）